# دوغ بروس
دوغ بروس (بالإنجليزية: Doug Bruce)‏ هو لاعب اتحاد الرغبي نيوزيلندي، ولد في 23 مايو 1947 في دنيدن في نيوزيلندا.

## وصلات خارجية
- دوغ بروس عل موقع إسبنسكروم (الإنجليزية)